# Paracles postflavida
Paracles postflavida là một loài bướm đêm thuộc phân họ Arctiinae, họ Erebidae.